# کلیر چنل اوتدور
کلیر چنل اوتدور (انگلیسی: Clear Channel Outdoor) شرکت تبلیغات آمریکایی است، که در سال ۱۹۰۱ تأسیس شد.